# Рошамбо, Жан-Батист Донасьен де
Жан-Батист Донасьен де Вимё, граф де Рошамбо (фр. Jean-Baptiste Donatien de Vimeur, comte de Rochambeau; 1 июля 1725, Вандом — 10 мая 1807) — маршал Франции (1791 год), участник Войны за Независимость США и других кампаний.

## Биография
В 1742 году вступил корнетом в кавалерийский полк, под началом герцога Брольи участвовал в Войне за австрийское наследство, сражался в Богемии, Баварии и Эльзасе, сделался адъютантом герцога Орлеанского и, несколько позже, графа Клермона, с которым был при осаде Антверпена и в сражении при Року. В 1747 году произведён в полковники, отличился своей неустрашимостью в сражении при Лавфельде и два раза был ранен в присутствии Людовика XV.
Во время осады Маастрихта в 1748 году Рошамбо командовал 14-ю гренадерскими ротами, расположенными на левом берегу Мааса. В 1749 году назначен губернатором Вандома.
При осаде Порт-Магона, в 1756 году, он уже был бригадным генералом и много содействовал взятию этого места. За отличие был назван шефом Оверньского 17-го пехотного линейного полка.
В продолжение Семилетней войны Рошамбо в чине генерал-майора часто командовал авангардом французской армии и участвовал в сражениях при Крефельде, Миндене, Корбахе и Клостеркампе, причём в последнем сражении трижды ранен. В 1766 году король пожаловал ему в награду крест командора, а в 1772 году большой крест ордена св. Людовика.
Вскоре после начала войны в Северной Америке Рошамбо, в чине генерал-лейтенанта, был отправлен туда с экспедиционным корпусом в 1780 году. Высадившись в Ньюпорте (штат Род-Айленд), он соединился с Вашингтоном под Нью-Йорком и 17 октября 1781 года под Йорктауном принудил английского генерала Корнуоллиса сложить оружие, чем содействовал признанию независимости Соединённых штатов Северной Америки Великобританией. В благодарность Конгресс подарил ему две трофейные английские пушки с похвальными надписями.
По возвращении Рошамбо во Францию Людовик XVI пожаловал его званием генерал-губернатора Пикардии и Артуа.
В 1789 году получил от короля поручение подавить волнения в Эльзасе, в чём быстро преуспел.
В начале революционных войн Рошамбо, назначенный главнокомандующим армией на северной границе, за быстрое восстановление пограничных крепостей и укреплённых лагерей 28 декабря 1791 года получил чин маршала Франции. Однако военный министр Дюмурье, не одобрив его планов действия, успел отправить его в Валансьен под предлогом формирования новых войск; между тем подчинённые ему генералы, перешедшие 29 апреля 1792 года на различных пунктах границу, были разбиты при Монсе. Рошамбо, недовольный действиями Дюмурье, в мае 1792 года подал в отставку с поста главнокомандующего и удалился в свои поместья. Во время Террора Рошамбо был арестован и едва не попал на гильотину, однако после падения Робеспьера был освобождён.
Рошамбо умер 10 мая 1807 года в Торе-ла-Рошет.
Сын его, Донасьен-Мари-Жозеф, в чине дивизионного генерала, погиб в сражении при Лейпциге в 1813 году.

## Память
- Наполеон пожаловал его кавалером ордена Почётного Легиона сразу после его учреждения.
- Впоследствии имя Рошамбо было выбито на Триумфальной арке в Париже.
- В 1902 году в Вашингтоне на площади Лафайет ему был установлен памятник работы французского скульптора Фернана Амара.
- Его имя носит аэропорт в Кайенне (Французская Гвиана).
- Именем Рошамбо были названы парусный броненосец Rochambeau и трансатлантический лайнер, в начале двадцатого века совершавший рейсы из Гавра в Нью-Йорк.